# جيم هولدر
جيم هولدر (بالإنجليزية: Jim Holder)‏ هو لاعب كرة قدم أمريكية أمريكي، ولد في 24 أغسطس 1940 في ويتشيتا فولز في الولايات المتحدة، وتوفي في 25 سبتمبر 1966 في فيتنام الجنوبية.